# Gara Săbișa
Gara Săbișa este o stație de cale ferată care deservește Seini, județul Maramureș, România. Situată pe Magistrala CFR 400, este una din cele două gări din orașul Seini, cealaltă fiind Gara Seini.

## Istoric
Orașul Seini și satul Săbișa au fost legate la rețeaua de cale ferată în 1884, odată cu inaugurarea liniei de cale ferată Satu Mare – Baia Mare. Calea ferată Satu Mare–Baia Mare face parte din Magistrala CFR 400 și are o lungime de 60 km. În 1882, la Cluj (în maghiară Kolozsvár) un grup de oameni de afaceri au înființat „Societatea anonimă a căilor ferate locale Satu Mare – Baia Mare” (în maghiară "Szatmárnémeti – Nagybánya helyi vasúti részvénytársaság"). Societatea, având capital privat multinațional, a obținut concesiunea pentru construirea căii ferate care să conecteze Satu Mare (în maghiară Szatmárnémeti) de Baia Mare (în maghiară Nagybánya). Linia concesionată cu o lungime de 56,3 km pornește din Botiz (în maghiară Batiz), ca nod de legătură la linia deja existentă Debrecen – Szatmárnémeti (Satu Mare) – Királyháza (Korolevo) – Máramarossziget (Sighetu Marmației), a fost construită între anii 1882-1884. Porțiunea de linie Satu Mare – Botiz a fost exploatată în comun de către Helyi Érdekű Vasút (Calea Ferată de Interes Local) și Északkeleti Vasúttal (Căile Ferate Nord-Est). În 1904, datorită exploatării greoaie a porțiunii comune de linie, HÉV a construit o porțiune de 3,8 km care lega Botizul de stația Satu Mare a Căilor Ferate Maghiare (Magyar Államvasutak).

## Gara
Gara Săbișa este situată în orașul Seini, satul Săbișa, amplasată pe secția interoperabilă Deda – Dej Triaj – Jibou – Baia Mare – Satu Mare, la kilometrul 21+800 față de stația Baia Mare, respectiv la kilometrul 38+200 față de stația Satu Mare. Stația este dotată cu instalație de centralizare electromecanică CEM.
Calea ferată asigură legătura orașului Seini pe Magistrala 400 spre Baia Mare și Satu Mare pentru transportul feroviar de călători și marfă. Prin gara Săbișa trec zilnic trenuri InterRegio (IR) și Regio (R) ale operatorilor CFR Călători și InterRegional Călători.

## Distanțe față de alte gări din România și Europa

### Distanțe față de alte gări din România
- Săbișa și Arad - 293 km
- Săbișa și Baia Mare - 21 km
- Săbișa și București Nord (via Cluj-Napoca) - 711 km
- Săbișa și București Nord (via Deda) - 645 km
- Săbișa și Cluj-Napoca - 214 km
- Săbișa și Jibou - 79 km
- Săbișa și Oradea - 172 km
- Săbișa și Satu Mare - 38 km

### Distanțe față de alte gări din Europa
- Săbișa și  Keleti Budapesta (via Arad) - 546 km
- Săbișa și  Hauptbahnhof Viena (via Arad) - 808 km